# Бекінешть
Бекінешть, Бекінешті (рум. Bechinești) — село у повіті Димбовіца в Румунії. Входить до складу комуни Фінта.
Село розташоване на відстані 45 км на північний захід від Бухареста, 32 км на південний схід від Тирговіште, 97 км на південь від Брашова.

## Населення
За даними перепису населення 2002 року у селі проживали 707 осіб, усі — румуни. Усі жителі села рідною мовою назвали румунську.